# باص المدرسة العجيب
باص المدرسة العجيب (بالإنجليزية:The Magic School Bus) هو مسلسل رسوم متحركة تعليمي للأطفال، مستوحى من سلسلة كتب تحمل نفس الاسم من تأليف جوانا كول وبروس ديجين. تم بث المسلسل الأصلي من عام 1994 حتى عام 1997، وحظي بإشادة كبيرة من النقاد لقدرته على الدمج بين الترفيه والتعليم. استخدم المسلسل مواهب صوتية لمشاهير، مما أضاف لمسة مميزة إلى العرض.
ليلي توملين قدمت صوت السيدة فريزل، في حين قام المغني الشهير ليتل ريتشارد بأداء أغنية المقدمة.

## قصة المسلسل
تدور أحداث المسلسل حول مغامرات السيدة فريزل، المعلمة المبتكرة التي تأخذ طلابها في رحلات مذهلة على متن "الباص المدرسي العجيب"، الذي يمكنه التحول إلى أي شكل ويمكنه السفر إلى أماكن غريبة ورائعة. ليلي

## الشخصيات
الممثلة ليلي توملن بدور السيدة فريزيل.

## روابط خارجية
- باص المدرسة العجيب على موقع IMDb (الإنجليزية)
- باص المدرسة العجيب على موقع ميتاكريتيك (الإنجليزية)
- باص المدرسة العجيب على موقع نتفليكس (الإنجليزية)
- باص المدرسة العجيب على موقع كينوبويسك (الروسية)
- باص المدرسة العجيب على موقع ألو سيني (الفرنسية)
- باص المدرسة العجيب على موقع قاعدة بيانات الفيلم (الإنجليزية)